# Saint-Jean-et-Saint-Paul
Saint-Jean-et-Saint-Paul är en kommun i departementet Aveyron i regionen Occitanien i södra Frankrike. Kommunen ligger  i kantonen Cornus som ligger i arrondissementet Millau. År 2022 hade Saint-Jean-et-Saint-Paul 284 invånare.

## Befolkningsutveckling
Antalet invånare i kommunen Saint-Jean-et-Saint-Paul
Referens: INSEE